# Калькини (муниципалитет)
Калькини́ (исп. Calkiní) — муниципалитет в Мексике, штат Кампече с административным центром в одноимённом городе. Численность населения, по данным переписи 2020 года, составила 59 232 человека.

## Общие сведения
Название происходит от майяского: cal-kin, что можно перевести как солнце в ущелье.
Площадь муниципалитета равна 2089 км², что составляет 3,6 % от общей площади штата, а наиболее высоко расположенное поселение Шбилинкок, находится на высоте 78 метров.
На юге он граничит с другими муниципалитетами штата Кампече: Хесельчаканом и Цитбальче, на севере и востоке с другим штатом Мексики — Юкатаном, а на западе омывается водами Мексиканского залива.

## Учреждение и состав
1 января 1916 года, по указу губернатора, на территории штата были образованы муниципалитеты, в числе которых и Калькини́. В 2021 году от него был отделён и образован новый муниципалитет Цитбальче.
По данным 2020 года в его состав входит 63 населённых пункта, самые крупные из которых:
| Код INEGI                  | Населённый пункт                                                                     | Численность населения (2005 год) | Численность населения (2010 год) | Численность населения (2020 год) |
| -------------------------- | ------------------------------------------------------------------------------------ | -------------------------------- | -------------------------------- | -------------------------------- |
| 001                        | Всего                                                                                | 49850                            | 52890                            | 59232                            |
| 0001                       | Калькини (исп. Calkiní) 20°22′16″ с. ш. 90°03′03″ з. д. (административный центр)     | 14289                            | 14934                            | 15949                            |
| 0007                       | Цитбальче (исп. Dzitbalché) 20°19′15″ с. ш. 90°03′25″ з. д.                          | 10951                            | 11686                            | 13208                            |
| 0004                       | Бекаль (исп. Bécal) 20°26′33″ с. ш. 90°01′42″ з. д.                                  | 6446                             | 6511                             | 6801                             |
| 0008                       | Нункини (исп. Nunkiní) 20°24′06″ с. ш. 90°08′58″ з. д.                               | 5951                             | 5859                             | 6485                             |
| 0003                       | Бакабчен (исп. Bacabchén) 20°17′20″ с. ш. 90°03′22″ з. д.                            | 2345                             | 2527                             | 3128                             |
| 0013                       | Санта-Крус-Пуэбло (исп. Santa Cruz Pueblo) 20°20′04″ с. ш. 90°06′15″ з. д.           | 1718                             | 1908                             | 2286                             |
| 0010                       | Сан-Антонио-Сахкабчен (исп. San Antonio Sahcabchén) 20°18′24″ с. ш. 90°08′15″ з. д.  | 1660                             | 1858                             | 2280                             |
| 0015                       | Тепакан (исп. Tepakán) 20°23′51″ с. ш. 90°02′27″ з. д.                               | 1607                             | 1895                             | 2193                             |
| 0012                       | Санта-Крус-Экс-Асьенда (исп. Santa Cruz Ex-Hacienda) 20°23′52″ с. ш. 90°14′26″ з. д. | 1045                             | 1255                             | 1421                             |
| 0014                       | Танкуче (исп. Tankuché) 20°30′28″ с. ш. 90°14′34″ з. д.                              | 892                              | 1006                             | 1228                             |
| —                          | Прочие                                                                               | 3341                             | 3451                             | 4253                             |
| Названия на карте Генштаба |                                                                                      |                                  |                                  |                                  |

## Экономическая деятельность
По статистическим данным 2000 года, работоспособное население занято по секторам экономики в следующих пропорциях:
- сельское хозяйство, животноводство и рыбная ловля — 25,2 %;
- промышленность и строительство — 30,9 %;
- торговля, сферы услуг и туризма — 42,8 %;
- безработные — 1,1 %.

## Инфраструктура
По статистическим данным 2020 года, инфраструктура развита следующим образом:
- электрификация: 98,9 %;
- водоснабжение: 47,7 %;
- водоотведение: 87,8 %.

## Фотографии
- Монумент шляп в Бекале
- Автотрасса Мерида—Кампече
- Древний Шкалумкин
- Пеликаны на пляжах Калькини